# Крчил, Рудольф
Рудольф Крчил (чеш. Rudolf Krčil; 5 марта 1906, Теплице — 3 апреля 1981, Чехословакия) — чехословацкий футболист, игравший на позиции полузащитника. По завершении игровой карьеры — тренер. Серебряный призёр чемпионата мира.
Известен выступлениями за клуб «Славия», а также национальную сборную Чехословакии. Трёхкратный чемпион Чехословакии.

## Клубная карьера
Во взрослом футболе дебютировал в 1928 году выступлениями за команду клуба «Теплицер», в которой провёл пять сезонов.
Своей игрой за эту команду привлёк внимание представителей тренерского штаба клуба «Славия», к составу которого присоединился в 1933 году. Сыграл за пражскую команду следующие четыре сезона своей игровой карьеры. За это время трижды завоёвывал титул чемпиона Чехословакии. В высшем дивизионе чемпионата Чехословакии сыграл 112 матчей.
В течение 1937—1939 годов защищал цвета клуба «Флориана».
Завершил профессиональную игровую карьеру в клубе «НСТГ Теплице», за команду которого выступал в течение 1939—1943 годов.

## Выступления за сборную
В 1929 году дебютировал в официальных матчах в составе национальной сборной Чехословакии. В течение карьеры в национальной команде, которая длилась 7 лет, провёл в форме главной команды страны 20 матчей.
В составе сборной был участником чемпионата мира 1934 года в Италии, где вместе с командой завоевал серебряные медали.

## Карьера тренера
Начал тренерскую карьеру, вернувшись к футболу после небольшого перерыва, в 1947 году, возглавив тренерский штаб клуба «Теплице».
1952 года стал главным тренером команды «Теплице», тренировал команду восемь лет.
В течение тренерской карьеры также возглавлял клубы «Брно», «Руда Гвезда» (Брно) и «Виктория» (Пльзень).
Последним местом тренерской работы был клуб «Бергедорф 85», главным тренером команды которого Рудольф Крчил был с 1969 по 1970 год.
Умер 3 апреля 1981 года на 76-м году жизни.

## Достижения

### Как игрок
- Чемпион Чехословакии (3): 1932/33, 1933/34, 1934/35
- Обладатель среднечешского кубка: 1935
- Финалист чемпионата мира: 1934
- Обладатель кубка Мальты: 1938

### Как тренер
- Победитель второй лиги Чехословакии: 1947/48